# PLD Space
PLD Space is een Spaanse ruimtevaartonderneming die zich richt op het ontwikkelen en lanceren van draagraketten. Het bedrijf in in 2011 opgericht en beschikt anno oktober 2024 over 155 miljoen euro aan investeringen en heeft 254 werknemers.

## Ruimtetuigen
PLD ontwikkelt draagraketten, een ruimtecapsule en de daarvoor benodigde raketmotoren om in een later stadium lanceringen voor derden uit te voeren.

### Miura 1
Na een lanceerpoging op 31 mei 2023 op het laatste moment te hebben afgeblazen wegens ontdekte defecten lanceerde het bedrijf op 7 oktober 2023 zijn eerste raket, de Miura 1, vanaf militair testcentrum El Arenosillo nabij Moguer. Het bedrijf wilde de raket aanvankelijk naar een hoogte van 80 kilometer lanceren. Om veiligheidsredenen werd kort tevoren een minder stijl traject gekozen waardoor een maximum hoogte van 46 kilometer werd gehaald. 
Deze raket werd aanvankelijk als suborbitale commerciële raket voor bijvoorbeeld hypersonische tests ontwikkeld, maar verdere ontwikkeling van deze raket werd na de succesvolle testvlucht gestopt ten behoeve van de ontwikkeling van de Miura 5, een orbitale draagraket waarvan de eerste trap voortborduurt op de techniek van de Miura 1.

### Miura 5
Op 7 oktober 2024 gaf het bedrijf zijn langetermijnvisie prijs. Eerst wordt de Miura 5, een draagraket die 1040 kilogram vrachten moet kunnen lanceren, in bedrijf genomen. De Miura 5 is een tweetraps-ontwerp en kan met een kickstage worden uitgebreid. ESA financiert de ontwikkeling van een vrachtadapter voor de Miura 5 die in samenwerking met OCCAM Space wordt ontwikkeld.
De Miura 5 moet in 2025 debuteren. PLD is een van de door CNES gecontracteerde bedrijven die van plan is gebruik te maken van het multiuser lanceerplatform dat op het Centre Spatial Guyanais wordt aangelegd op de plaats van het vroegere lanceercomplex voor Diamant-raketten.
Met een block-upgrade moeten daarna de eerste trappen van Miura 5-block 1.1 krachtiger worden en gelijktijdig landingscapaciteit krijgen en daarmee herbruikbaar worden.

### Miura NEXT
Wanneer de Miura 5 in bedrijf is werkt men verder aan een medium-lift-draagraket genaamd Miura NEXT die vanaf 2030 vrachten tot 13.500 kilogram moet kunnen lanceren. Twee jaar later moeten de Miura NEXT-Heavy; een triple-core versie en de Miura NEXT-Super Heavy; een multicore met vijf core-boosters beschikbaar komen. De modulaire opbouw van het Miura NEXT-lanceersysteem laat zich vergelijken met die van de Russische Angara.

### LINCE-capsule
Ook werkt het bedrijf aan een bemanningscapsule genaamd LINCE (lince is Spaans voor lynx) waarmee vijf ruimtevaarders in een lage baan om de aarde moeten kunnen worden gebracht. Een onbemande variant van deze capsule zou vijf ton vracht moeten kunnen vervoeren. De ontwikkeling zal zo’n 10 jaar duren.